# SSL-VPN
Secure Sockets Layer virtual private network（SSL VPN）はVPNの一種で、Transport Layer Security（TLS）またはSecure Sockets Layer（SSL）によるトンネリングを使用しているもの。ウェブブラウザのみを用い、専用のクライアントアプリケーションを不要としていることを特徴とする場合もある。
通常、SSL VPNでは、TCPの443番ポートで待ち受ける構成とする。TCP 443番は一般にHTTPSで使用されるため、それ以外と比べるとインターネット上で通信できる可能性が高い。
SSL VPNを実現する技術的な方法として、リバースプロキシ、ポートフォワーディング、L2フォワーディングを使用する方法などがある。

## ソフトウェア
SSL VPNを実現する製品としては、ネットワーク・アプライアンスによるもののほか、以下のようにソフトウェアによるものも存在する。
- OpenVPN[3]
- SoftEther VPN[4]
- Windows Serverのルーティングとリモート アクセス（英語版）（プロトコルとしてSecure Socket Tunneling Protocol（英語版）を使用する場合）